# Fletxa del temps
La fletxa del temps és un concepte físic que intenta explicar les raons per les quals notem el pas del temps. Es trifurca en diferents versions: la fletxa del temps termodinàmica, la fletxa del temps cosmològica i la fletxa del temps psicològica.

## Fletxa del temps termodinàmica
La fletxa del temps termodinàmica explica el pas del temps utilitzant el segon principi de la termodinàmica, l'augment de l'entropia d'un cos. Aquest concepte explica la raó per la qual els gots cauen de la taula i es trenquen, i no s'aixequen del terra i es recomponen. Un got estable té una entropia (l'ordre de la matèria) més baixa que no pas un got trencat, així que, tot utilitzant el segon principi de la termodinàmica, el got passa de l'estat sencer al trencat i no al revés (tot i que les lleis de Newton no prohibeixen aquesta última possibilitat).
El 2017 uns científics van revertir suposadament la fletxa del temps termodinàmica.

## Fletxa del temps cosmològica
La fletxa del temps cosmològica està relacionada amb l'expansió de l'univers. La raó per la qual l'univers s'expandeix, i no el contrari, té a veure amb un univers més gran i amb una entropia elevada. Aquest concepte fou creat, ja que durant molts anys els científics es pensaven que si l'expansió de l'univers hagués sigut inversa (és a dir, que es contragués) el temps hauria anat al revés, seria invers (es van crear teories que afirmaven que, en un univers en contracció, la gent "naixeria" de les tombes i moriria als ventres de la seva mare). Això no obstant, en els últims anys, s'ha desmentit aquesta afirmació.

## Fletxa del temps psicològica
Aquest concepte explica la raó per la qual la gent recorda el passat i no el futur. Des del punt de vista de l'entropia, els científics creuen que, en enregistrar un fet anterior (un record), el nostre cervell deu emprar una energia mínima que es rebutjarà a l'aire exterior com a temperatura, augmentant així l'entropia total de l'univers.
Aquest concepte està poc treballat a causa del baix coneixement del funcionament del nostre cervell en aquest sentit.
Aquesta fletxa està estretament relacionada amb la fletxa termodinàmica. Això és degut al fet que la nostra experiència quotidiana ens diu que mai no hem vist un got saltant del terra (disminuint l'entropia total de l'univers). Però sí que hem vist un got caient de la taula i trencant-se.